# Sporadiana
Sporadiana is een geslacht van rechtvleugeligen uit de familie sabelsprinkhanen (Tettigoniidae). De wetenschappelijke naam van dit geslacht is voor het eerst geldig gepubliceerd in 1941 door Zeuner.

## Soorten
Het geslacht Sporadiana  is monotypisch en omvat slechts de volgende soort:
- Sporadiana sporadarum (Werner, 1933)